# Africa Cup 2016
L’Africa Cup 2016 (in inglese 2016 Africa Cup; in francese Coupe d'Afrique 2016; in afrikaans Rugby Afrikabeker 2016) fu la 16ª edizione della Coppa d'Africa di rugby a 15; strutturata a divisioni di merito e contesa tra 23 squadre nazionali africane, si disputò tra maggio e luglio 2016 in varie sedi a seconda della divisione.
Le divisioni 1.B e 1.C. della competizione funsero anche da primo turno delle qualificazioni africane alla Coppa del Mondo di rugby 2019: infatti la vincente di ciascuna di esse, progredendo nella divisione superiore, continuò a prendere parte ai tornei utili alla qualificazione, che per il 2017 erano la divisione 1.A e 1.B del torneo.
Il torneo fu vinto dalla Namibia, che si laureò campionessa africana per la sesta volta.
A continuare il percorso di qualificazione furono anche Senegal e Tunisia (promosse in prima divisione A) e Marocco (promosso in prima divisione B).

## Squadre partecipanti
| Divisione 1.A | Divisione 1.B  | Divisione 1.B | Divisione 1.C | Divisione 2  | Divisione 2  |
| Divisione 1.A | Poule A        | Poule B       | Divisione 1.C | Centro       | Est          |
| ------------- | -------------- | ------------- | ------------- | ------------ | ------------ |
| Kenya         | Botswana       | Madagascar    | Marocco       | Burundi      | Benin        |
| Namibia       | Costa d'Avorio | Senegal       | Mauritius     | RD del Congo | Burkina Faso |
| Uganda        | Tunisia        | Zambia        | Nigeria       | Lesotho      | Ghana        |
| Zimbabwe      |                |               |               | Ruanda       | Mali         |
|               |                |               |               |              | Niger        |
|               |                |               |               |              | Togo         |

## Divisione 1.A
| Arbitro: | Fhatuwani Rasivhenge |

|                                                          |    |                                                         |
| 9’ Ogena 32’ Odong 55’ Kasiita 66’ Kalyango 79’ Wokorach | mt | 23’, 44’ Botha 27’, 30’ Wilson 63’ Greyling 74’ Tecnica |
| 33’ Lubanga 56’, 79’ Wokorach                            | tr | 24’, 28’, 31’, 64’, 74’ Kotze                           |

| Harare 9 luglio 2016 | Zimbabwe | 15 – 61 referto                                                                                              | Kenya | Police Grounds |
| 27’ Rouse 38’ Parirenyatwa mt 4’ Opondo 18’ Okombe 30’ Muhanji 32’ Barasa 48’ Lilako 55’ Tecnica 59’ Owuor 61’ Achayo 73’ Sikuta 84’ Adala 28’ Tambwera tr 5’, 33’, 56’, 62’ Mukidza 7’ Tambwera c.p. 42’ Mukidza |          | |       |                |
| |          | |       |                |
| 27’ Rouse 38’ Parirenyatwa | mt       | 4’ Opondo 18’ Okombe 30’ Muhanji 32’ Barasa 48’ Lilako 55’ Tecnica 59’ Owuor 61’ Achayo 73’ Sikuta 84’ Adala |       |                |
| 28’ Tambwera | tr       | 5’, 33’, 56’, 62’ Mukidza                                                                                    |       |                |
| 7’ Tambwera | c.p.     | 42’ Mukidza                                                                                                  |       |                |

| Arbitro: | Marius van der Westhuizen |

|                                                                                       |    |                                 |
| 4’ Uanivi 7’ Botha 14’ Kitshoff 19’ Wilson 24’, 29’ Du Plessis 47’ Van Wyk 54’ Deysel | mt | 33’ Adimo ?’, ?’ Kangethe       |
| 4’, 8’, 17’, 20’, 25’, 29’, 48’, 59’ Kotze                                            | tr | 34’ Mukidza ?’ Olando ?’ Sikuta |

| Harare 23 luglio 2016 | Zimbabwe | 27 – 34 referto | Uganda | Police Grounds |

| Nairobi 30 luglio 2016 | Kenya | 45 – 24 referto                          | Uganda | RFUEA Grouns (4169 spett.) |
| 3’ Mwenesi 7’ Mukidza 35’ Warui 57’ Nyikuli 73’ Muniafu 76’ Adala mt 12’ Magomu 15’, 66’ Wokorach 23’ Mukidza 4’, 58’, 74’ Mukidza tr 13’, 16’ Wokorach 18’, 28’, 47’ Mukidza c.p. |       |                                          |        |                            |
| |       |                                          |        |                            |
| 3’ Mwenesi 7’ Mukidza 35’ Warui 57’ Nyikuli 73’ Muniafu 76’ Adala | mt    | 12’ Magomu 15’, 66’ Wokorach 23’ Mukidza |        |                            |
| 4’, 58’, 74’ Mukidza | tr    | 13’, 16’ Wokorach                        |        |                            |
| 18’, 28’, 47’ Mukidza | c.p.  |                                          |        |                            |

| Windhoek 6 agosto 2016 | Namibia | 60 – 22 referto                       | Zimbabwe | Hage Geingob Stadium |
| 15’, 36’ Tromp 20’ Kitshoff 39’ Tambwera 43’ Tecnica 49’ Greyling 51’ Wilson 61’ Hunduza 80’ Nel mt 53’ Tshamala 56’ Hunduza 74’ Makamure 16’, 21’, 40’, 44’, 49’, 52’ Kotze tr 54’ Tambwera 72’ Tshuma 11’ Kotze c.p. 26’ Tambwera |         |                                       |          |                      |
| |         |                                       |          |                      |
| 15’, 36’ Tromp 20’ Kitshoff 39’ Tambwera 43’ Tecnica 49’ Greyling 51’ Wilson 61’ Hunduza 80’ Nel | mt      | 53’ Tshamala 56’ Hunduza 74’ Makamure |          |                      |
| 16’, 21’, 40’, 44’, 49’, 52’ Kotze | tr      | 54’ Tambwera 72’ Tshuma               |          |                      |
| 11’ Kotze | c.p.    | 26’ Tambwera                          |          |                      |

### Classifica
|  | Classifica | G | V | N | P | PF  | PS  | diff. | BM | BS | PT |
|  | ---------- | - | - | - | - | --- | --- | ----- | -- | -- | -- |
|  | Namibia    | 3 | 3 | 0 | 0 | 156 | 74  | +82   | 3  | 0  | 15 |
|  | Kenya      | 3 | 2 | 0 | 1 | 127 | 95  | +32   | 2  | 0  | 10 |
|  | Uganda     | 3 | 1 | 0 | 2 | 89  | 112 | -23   | 3  | 0  | 7  |
|  | Zimbabwe   | 3 | 0 | 0 | 3 | 64  | 155 | -91   | 0  | 1  | 1  |

## Divisione 1.B

### Poule A
| Data           | Incontro                  | Risultato | Sede     |
| -------------- | ------------------------- | --------- | -------- |
| 26 giugno 2016 | Tunisia — Botswana        | 43–10     | Monastir |
| 29 giugno 2016 | Costa d'Avorio ― Botswana | 20–13     | Monastir |
| 2 luglio 2016  | Tunisia ― Costa d'Avorio  | 50–5      | Monastir |

|  | Classifica     | G | V | N | P | PF | PS | diff. | BM | BS | PT |
|  | -------------- | - | - | - | - | -- | -- | ----- | -- | -- | -- |
|  | Tunisia        | 2 | 2 | 0 | 0 | 93 | 15 | +78   | 2  | 0  | 10 |
|  | Costa d'Avorio | 2 | 1 | 0 | 1 | 25 | 63 | -38   | 0  | 0  | 4  |
|  | Botswana       | 2 | 0 | 0 | 2 | 23 | 63 | -40   | 0  | 1  | 1  |

### Poule B
| Data           | Incontro             | Risultato | Sede         |
| -------------- | -------------------- | --------- | ------------ |
| 12 giugno 2016 | Madagascar ― Zambia  | 24–15     | Antananarivo |
| 15 giugno 2016 | Zambia ― Senegal     | 3–54      | Antananarivo |
| 19 giugno 2016 | Madagascar ― Senegal | 24–30     | Antananarivo |

|  | Classifica | G | V | N | P | PF | PS | diff. | BM | BS | PT |
|  | ---------- | - | - | - | - | -- | -- | ----- | -- | -- | -- |
|  | Senegal    | 2 | 2 | 0 | 0 | 84 | 27 | +57   | 1  | 0  | 9  |
|  | Madagascar | 2 | 1 | 0 | 1 | 48 | 54 | -6    | 1  | 0  | 5  |
|  | Zambia     | 2 | 0 | 0 | 2 | 18 | 78 | -60   | 0  | 0  | 0  |

### Finale
| Arbitro: | Constant Cap |

|                           |      |                               |
| Jabri 69’                 | mt   |                               |
| Chemseddine 22’, 32’, 74’ | c.p. | 6’, 37’, 47’, 57’, 79’ Aldric |

## Divisione 1.C
| Data      | Incontro            | Risultato | Sede       |
| --------- | ------------------- | --------- | ---------- |
| 10 luglio | Marocco ― Mauritius | 68–3      | Casablanca |
| 13 luglio | Nigeria ― Mauritius | 31–21     | Casablanca |
| 16 luglio | Marocco ― Nigeria   | 53–10     | Casablanca |

|  | Classifica | G | V | N | P | PF  | PS | diff. | BM | BS | PT |
|  | ---------- | - | - | - | - | --- | -- | ----- | -- | -- | -- |
|  | Marocco    | 2 | 2 | 0 | 0 | 121 | 13 | +108  | 2  | 0  | 10 |
|  | Nigeria    | 2 | 1 | 0 | 1 | 41  | 74 | -33   | 1  | 0  | 5  |
|  | Mauritius  | 2 | 0 | 0 | 2 | 24  | 99 | -75   | 0  | 0  | 0  |

## Divisione 2

### Centro
|  | Semifinali   | Semifinali   | Semifinali   |              |        | Finale          | Finale          | Finale          |  |
|  |              |              |              |              |        |                 |                 |                 |  |
|  | Ruanda       | Ruanda       | 15           |              |        |                 |                 |                 |  |
|  | Ruanda       | Ruanda       | 15           |              |        |                 |                 |                 |  |
|  | Burundi      | Burundi      | 3            |              |        |                 |                 |                 |  |
|  | Burundi      | Burundi      | 3            |              | Ruanda | Ruanda          | 9               |                 |  |
|  |              |              |              |              | Ruanda | Ruanda          | 9               |                 |  |
|  |              |              | RD del Congo | RD del Congo | 12     |                 |                 |                 |  |
|  | RD del Congo | RD del Congo | RD del Congo | RD del Congo | 12     | 20              |                 |                 |  |
|  | RD del Congo | RD del Congo |              |              |        | 20              |                 |                 |  |
|  | Lesotho      | Lesotho      | 0            |              |        | Finale 3º posto | Finale 3º posto | Finale 3º posto |  |
|  | Lesotho      | Lesotho      | 0            |              |        |                 |                 |                 |  |
|  |              |              |              |              |        |                 |                 |                 |  |
|  |              |              |              |              |        | Burundi         | Burundi         | 3               |  |
|  |              |              |              |              |        | Burundi         | Burundi         | 3               |  |
|  |              |              |              |              |        | Lesotho         | Lesotho         | 6               |  |

Semifinali
| Kigali 17 maggio 2016 | Ruanda | 15 – 3 | Burundi | Stade Amahoro |

| Kigali 17 maggio 2016 | RD del Congo | 20 – 0 | Lesotho | Stade Amahoro |

Finale 3º posto
| Kigali 20 maggio 2016 | Burundi | 3 – 6 | Lesotho | Stade Amahoro |

Finale
| Kigali 20 maggio 2016 | Ruanda | 9 – 12 | RD del Congo | Stade Amahoro |

### Est
Il torneo si è svolto nella modalità del Rugby a 7 a Lomé in Togo il giorno 26 maggio 2016.
Gruppo A
| Data      | Incontro             | Risultato | Sede |
| --------- | -------------------- | --------- | ---- |
| 26 maggio | Togo ― Niger         | 10–15     | Lomé |
| 26 maggio | Togo ― Burkina Faso  | 12–5      | Lomé |
| 26 maggio | Niger ― Burkina Faso | 14–0      | Lomé |

|  | Classifica   | G | V | N | P | P+ | P- | diff. | PT |
|  | ------------ | - | - | - | - | -- | -- | ----- | -- |
|  | Niger        | 2 | 2 | 0 | 0 | 29 | 10 | +19   | 6  |
|  | Togo         | 2 | 1 | 0 | 1 | 22 | 20 | +2    | 3  |
|  | Burkina Faso | 2 | 0 | 0 | 2 | 5  | 26 | -21   | 0  |

Gruppo B
| Data      | Incontro      | Risultato | Sede |
| --------- | ------------- | --------- | ---- |
| 26 maggio | Mali ― Benin  | 12–3      | Lomé |
| 26 maggio | Ghana ― Benin | 19–0      | Lomé |
| 26 maggio | Ghana ― Mali  | 15–0      | Lomé |

|  | Classifica | G | V | N | P | P+ | P- | diff. | PT |
|  | ---------- | - | - | - | - | -- | -- | ----- | -- |
|  | Ghana      | 2 | 2 | 0 | 0 | 34 | 0  | +34   | 6  |
|  | Mali       | 2 | 1 | 0 | 1 | 12 | 18 | -6    | 3  |
|  | Benin      | 2 | 0 | 0 | 2 | 3  | 31 | -28   | 0  |

Semifinali
| Data      | Incontro     | Risultato | Sede |
| --------- | ------------ | --------- | ---- |
| 26 maggio | Mali ― Niger | 26–0      | Lomé |
| 26 maggio | Togo ― Ghana | 22–19     | Lomé |

Finale 5º posto
| Data      | Incontro             | Risultato | Sede |
| --------- | -------------------- | --------- | ---- |
| 26 maggio | Benin ― Burkina Faso | 22–5      | Lomé |

Finale 3º posto
| Data      | Incontro      | Risultato | Sede |
| --------- | ------------- | --------- | ---- |
| 26 maggio | Ghana ― Niger | 14–5      | Lomé |

Finale 1º posto
| Data      | Incontro    | Risultato | Sede |
| --------- | ----------- | --------- | ---- |
| 26 maggio | Mali ― Togo | 17–12     | Lomé |